# Samuel J. Potter
Samuel J. Potter (South Kingstown, 1753. június 29. – Washington, 1804. október 14.) az Amerikai Egyesült Államok szenátora (Rhode Island, 1803–1804).